# Kazak, Haskovo
Kazak (în bulgară Казак) este un sat în comuna Ivailovgrad, regiunea Haskovo,  Bulgaria. 

## Demografie
Componența etnică a satului Kazak
     Nicio identificare (100%)
     Altele (0%)
La recensământul din 2011, populația satului Kazak era de 22 locuitori. . Pentru 100% din locuitori nu este cunoscută apartenența etnică.